# Intensidad (novela)
Intensidad (título original Intensity) es una novela del exitoso autor estadounidense Dean R. Koontz, publicada en 1995. Según Koontz, escribió la novela con la intención de subvertir la idea común de que los thrillers deben tener períodos de poca acción para avanzar, en lugar de optando por mantener la tensión alta a lo largo de la novela y moviéndose de un conflicto a otro sin períodos de tensión liberada.

## Sinopsis
Chyna Shepherd tiene veintiséis años. Una infancia dolorosa le ha dejado como herencia una incomoda propensión a estar siempre alerta. Nunca duerme tranquila en casa ajena. Su mejor amiga la ha invitado a visitar la casa de campo de su familia. Mientras los demás descansan plácidamente, Chyna permanece despierta, contemplando la noche bañada por la luz de la luna. De pronto, el viejo pavor reaparece. Alguien muy peligroso ha entrado a la casa. Un hombre que no conoce miedo ni límite alguno y cuya aventura homicida se convertirá en la más terrible pesadilla de Chyna.